# TSV Neustadt in Holstein
Der TSV Neustadt in Holstein ist ein Sportverein aus Neustadt in Holstein. Die erste Fußballmannschaft spielte vier Jahre in der höchsten Amateurliga Schleswig-Holsteins.

## Geschichte
Der Verein entstand am 22. Januar 1946 durch die Fusion des am 11. Juni 1868 gegründeten Neustädter MTV, des im Jahre 1907 gegründeten Arbeiterturnvereins Neustadt und des am 31. Mai 1908 gegründeten FC Cimbria Neustadt. Durch die örtliche Einheit des Bundesgrenzschutzes erlebten die Fußballer des TSV nach dem Zweiten Weltkrieg einen sportlichen Aufschwung. Im Jahre 1950 gelang der Aufstieg in die Landesliga Schleswig-Holstein. In der Aufstiegssaison hielten die Holsteiner die Klasse nur knapp.
In der Saison 1952/53 konnte der TSV keine konkurrenzfähige Mannschaft mehr stellen und erreichte am Saisonende lediglich drei Punkte bei 168 Gegentoren. Bei Phönix Lübeck unterlagen die Neustädter gar mit 0:11 und auch beim VfL Bad Schwartau (1:11) und beim VfR Neumünster (3:11) gab es zweistellige Niederlagen. Es folgten viele Jahre im Mittelmaß der Bezirksliga Süd, ehe es 1971 zurück in die Kreisliga ging. Im Jahre 1980 kehrte der TSV zurück und stieg zwei Jahre später in die Landesliga Süd auf.
Mit Glück kehrten die Neustädter im Jahre 1983 in die mittlerweile Verbandsliga genannte höchste Spielklasse Schleswig-Holsteins zurück. Zwar wurde der TSV Vizemeister hinter VfB Lübeck II. Da allerdings die erste Mannschaft der Lübecker in die Verbandsliga abstieg, rückte Neustadt nach. Auch dieses Mal war die Neustädter Mannschaft überfordert und stieg prompt wieder ab. 1986 ging es erneut auf die Bezirksebene zurück und drei Jahre später war der TSV in der Bezirksklasse angekommen.
Nach weiteren Auf- und Abstiegen verpassten die Neustädter 2008 die neu geschaffene Verbandsliga, in die sie 2010 auf- und gleich wieder abstiegen. Seitdem trat die Mannschaft in der Kreisliga Ostholstein an. 2020/21 wird sie, nach der Auflösung einer vorübergehenden Spielgemeinschaft mit dem NTSV Strand 08, in der Verbandsliga antreten.
Die Handballabteilung des TSV bildet gemeinsam mit dem TSV Grömitz die HSG Ostsee Neustadt/Grömitz. Die erste Herrenmannschaft tritt seit der Saison 2018/19 in der 3. Liga an.

## Persönlichkeiten
- Timon Burmeister